# Bylandtstraße 15 (Mönchengladbach)

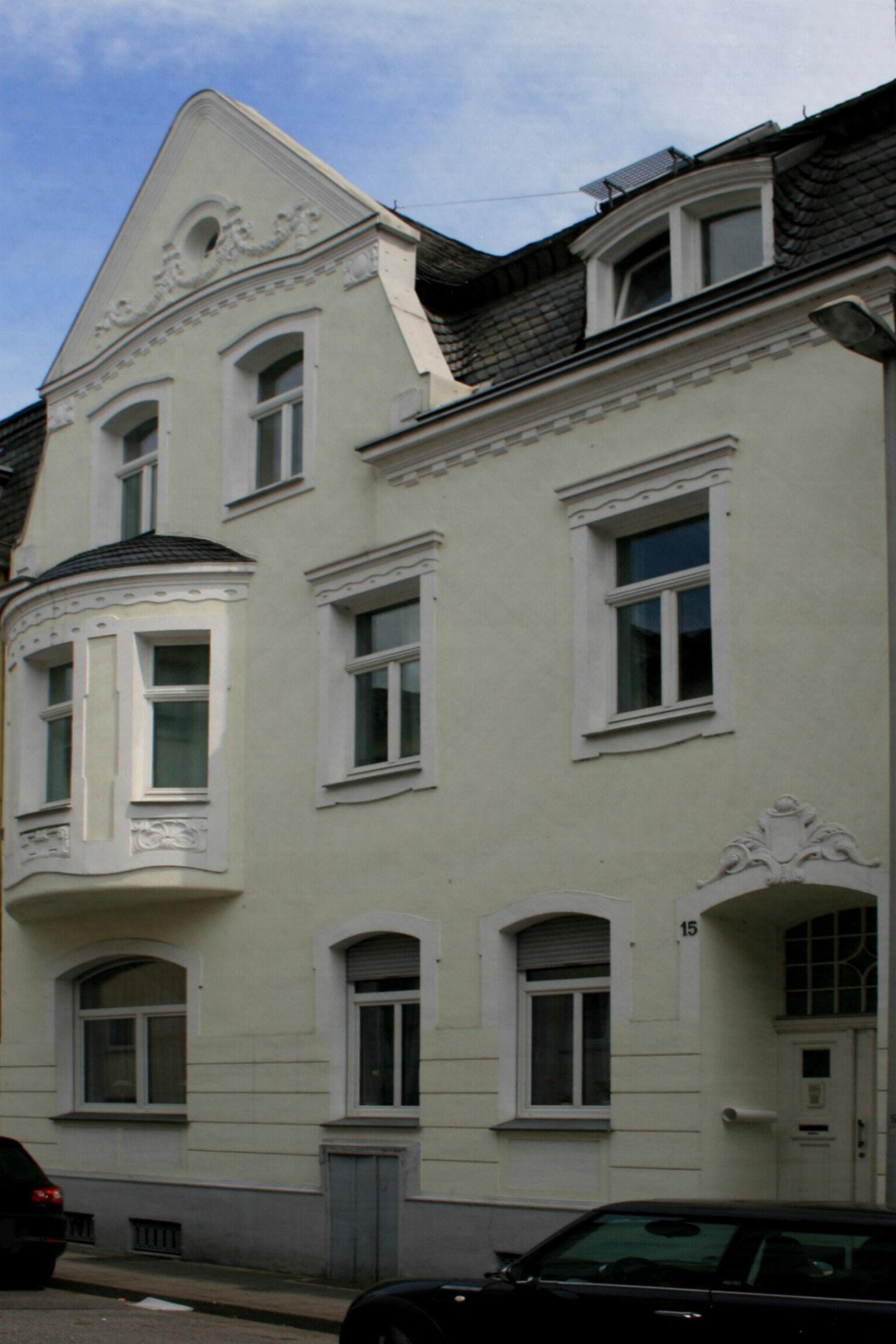
Wohnhaus (2010)

Das Wohnhaus Bylandtstraße 15 steht im Stadtteil Rheydt in Mönchengladbach (Nordrhein-Westfalen).
Das Haus wurde 1910 erbaut. Es ist unter Nr. B 156 am 10. September 1996 in die Denkmalliste der Stadt Mönchengladbach eingetragen worden.

## Lage
Die Bylandstraße, im östlichen Stadterweiterungsgebiet gelegen, verbindet die Hauptstraße mit der Bendhecker Straße.
Das Objekt Nr. 19 liegt inmitten einer gut erhaltenen Baugruppe gleichartiger Häuser.

## Architektur
Das Objekt ist ein zweigeschossiger Putzbau mit ausgebautem Giebelgeschoss und modifiziertem Mansarddach. Asymmetrische Fassadengestaltung unter Betonung der linken Achse mit halbrundem Erker und Dreiecksgiebel. Horizontale Gliederung mittels Sockel- und knapp vorkragendem Traufgesims über einem Klötzchenfries; im Erdgeschoss horizontale Strukturierung durch kräftigen Fugenschnitt. Belichtung des Kellergeschosses mittels drei liegender Rechteckfenster; in der zweiten Fensterachse Erschließung des Kellers durch eine Eisentür.
Unregelmäßige Fenstergliederung bei geschossweise variierenden Fensterformen. Die Wandöffnungen des Erdgeschosses schließen stichbogenförmig ab, die den rechts angeordneten Hauseingang flankierenden zwei Fenster sind als schmale Hochformate ausgebildet, das dritte Fenster ist breiter und dreigeteilt. Als schmale Hochrechtecke sind die zwei Fenster des Obergeschosses formuliert, die des Erkers sind in schmaleren Proportionen ausgeführt.
Die Fensteröffnungen des Giebelfeldes entsprechen in Form und Gestalt denen des Erdgeschosses. In der Giebelspitze ein stehendes Ochsenauges. Die Dachfläche rechts des Giebels durchbricht eine breite Schleppgaube. Die sparsame Stuckornamentik beschränkt sich auf flach aufgetragene Fenstereinfassungen, vegetabilisch ausgeformten Brüstungsschmuck (Erker), Kartusche als Bekrönungsornament (Hauseingang) und Girlandendekor in der Giebelspitze.